# Лепрекон (фильм)
«Лепрекон» (англ. Leprechaun) — американский фильм ужасов 1993 года режиссёра Марка Джонса, первая часть о злом гноме Лепреконе. Премьера фильма состоялась 8 января 1993 года. Этот фильм стал  полнометражным кинодебютом для актрисы Дженнифер Энистон. До роли в Лепреконе она снималась исключительно в сериалах и телепостановках на вторых и третьих ролях.

## Сюжет
В 1983 году Дэн О'Грейди возвращается к себе домой в Южную Дакоту после поездки к себе на родину, в Ирландию, где он украл у Лепрекона горшок с золотом. Прибыв домой Дэн закапывает золото, но когда он возвращается в дом он видит свою убитую Лепреконом жену. Лепрекон пытается убить и Дэна, но последний вооружается четырёхлистным клевером, который лишает Лепрекона силы и запирает его в ящике. Дэн пытается сжечь ящик, но из-за сильного шока и стресса у Дэна происходит инфаркт, а Лепрекон остаётся заперт в ящике.
10 лет спустя молодая девушка Тори со своим отцом переселяются в тот самый дом, в которым жили О'Грейди и нанимают рабочих на новую покраску дома - красавчика Натана, его дерзкого младшего брата Алекса и их глуповатого приятеля Оззи.
Оззи спускается в подвал чтобы умыться, но Лепрекон начинает имитировать детский голос, чтобы Оззи выпустил его. Из любопытства Оззи смахивает с ящика клевер и к Лепрекону возвращаются силы. Разбив ящик и выбравшись на свободу Лепрекон рассказывает Оззи, что он родом из Ирландии и прилетел в США дабы найти своё потерянное золото. В испуге Оззи выбегает из подвала и пытается рассказать остальным про Лепрекона, но никто ему не верит. Тогда вся компания спускается в подвал, но Лепрекона там уже нет.
После этого Оззи замечает радугу и убегает к её концу, полагая, что там может быть золото. Алекс решает сбегать за Оззи, опасаясь, что он может пораниться. Оззи и Алекс добегают до конца радуги и вправду находят там мешок, доверху наполненный золотом. Оззи решает проверить золото и случайно проглатывает одну из монет, после чего они прячут золото в колодце, который находится возле нового дома Тори, чтобы потом потратить деньги на операцию по извлечению монеты из Оззи.
В это время Лепрекон заманивает в ловушку отца Тори, сымитировав мяуканье кошки, и сильно царапает его руку. Тори и остальные впопыхах отвозят его в город в больницу, а Лепрекон следует за ними на трёхколёсном велосипеде.
Пока Тори и Натан сопровождают отца Тори в больнице Алекс и Оззи идут в ломбард чтобы проверить стоимость найденного ими золота. После того, как они уходят, в ломбард проникает Лепрекон и убивает владельца ломбарда. После этого Лепрекон отправляется обратно на ферму на игрушечной машинке, но по пути его останавливает полицейский за превышение скорости. Лепрекон начинает преследовать полицейского и их погоня переходит в лес. В конце концов Лепрекон жестоко расправляется с полицейским. После этого Лепрекон наконец добирается до фермы.
В это время в городе группа оставляет отца Тори в больнице и возвращается на ферму. По возвращении компания видит, что весь дом разграблен, а Натан случайно попадается в капкан, установленный Лепреконом. Тогда вся команда атакует Лепрекона подручными средствами - камнями, палками и найденным в доме дробовиком, но Лепрекон оказывается неуязвим к этим атакам и выстрел от дробовика лишь временно вырубает его. Тогда группа пытается уехать с фермы на грузовике, но Лепрекон ломает его мотор.
После этого Лепрекон таранит грузовик своей игрушечной машинкой и начинает пытать группу, пока Оззи и Алекс наконец не признаются, что нашли его золото. Тори находит мешок золота в колодце и отдаёт его Лепрекону. Подумав, что всё страшное позади, группа отправляется обратно в город, чтобы осмотреть ногу Натана. Но Лепрекон обнаруживает, что 1 монета, которую случайно проглотил Оззи, отсутствует, и приходит в ярость. Лепрекон нагоняет группу на пути к городу и начинает угрожать им, пока Оззи не говорит Тори, чтобы она нашла Дэна О'Грейди, который выжил после инфаркта и теперь живёт в доме престарелых. Оззи предполагает, что Дэн знает, как победить Лепрекона.
Тори добирается до дома престарелых, но вместо Дэна её встречает Лепрекон, притворившийся им. Тори пытается сбежать от Лепрекона, но в лифте она находит настоящего Дэна, который оказывается серьёзно ранен Лепреконом. Перед смертью Дэн рассказывает Тори, что единственная слабость Лепрекона - четырёхлистный клевер, который растёт рядом с фермой.
Тори возвращается на ферму и рассказывает план группе. Они начинают искать клевер, но никак не могут найти. В это время на ферму возвращается Лепрекон. Чтобы выиграть для Тори время, Оззи отвлекает Лепрекона и говорит, что последняя монета находится у него в животе. Лепрекон решает вспороть Оззи брюхо, чтобы достать монету. Тори наконец находит нужный клевер и отдаёт его Алексу, который, с помощью рогатки, стреляет им Лепрекону в рот. Лепрекон проглатывает клевер и начинает плавиться, и в конце концов падает в колодец.
Но неожиданно полурастаявший скелет Лепрекона выползает из колодца и продолжает угрожать группе и приказывает отдать ему его золото. Тогда Натан обливает колодец и Лепрекона бензином и поджигает. Происходит взрыв, который уничтожает колодец и Лепрекона. Группа радуется победе и наблюдает за рассветом. На место взрыва приезжает полиция. Пока полицейские осматривают колодец, на заднем плане слышится голос Лепрекона, который клянётся вернуть своё золото любой ценой.

## В ролях
- Уорик Дэвис — Лепрекон
- Дженнифер Энистон — Тори
- Шэй Даффин — Мистер О’Грейди
- Памела Мэнт — Миссис О’Грейди
- Кен Оландт — Натан
- Марк Холтон — Оззи

## Финансовые показатели
При бюджете ниже 1 000 000 долларов, по данным сайта The Numbers фильм собрал в США 8 533 294 доллара, из которых 2 493 020 долларов пришлись на первый уик-энд проката.

## Отзывы
Фильм получил довольно низкие оценки критиков.
На сайте Rotten Tomatoes картина набрала 23 % с рейтингом 4/10 на основании 13 рецензий. Несмотря на сомнительные отзывы, картина оказалась коммерчески успешной и приобрела культовый статус.